# 21st Century Breakdown World Tour
21st Century Breakdown World Tour – światowa trasa koncertowa Green Day, która odbyła się na przełomie 2009 i 2010 r. W 2009 zespół dał 39 koncertów w Ameryce Północnej, 31 w Europie i 10 w Oceanii. W 2010 zespół dał 8 koncertów w Azji, 16 w Europie, 18 w Ameryce Północnej i 10 w Ameryce Południowej.

## Program koncertów
1. „Song of the Century”
2. „21st Century Breakdown”
3. „Know Your Enemy”
4. „East Jesus Nowhere”
5. „Holiday”
6. „The Static Age”
7. „Before the Lobotomy”
8. „Give Me Novacaine”
9. „Are We the Waiting”
10. „St. Jimmy”
11. „Boulevard of Broken Dreams”
12. „Hitchin’ a Ride”
13. „Welcome to Paradise”
14. „When I Come Around”
15. „Brain Stew”
16. „Jaded”
17. „Longview”
18. „Basket Case”
19. „She”
20. „King for a Day”
21. „Shout” (cover The Isley Brothers)
22. „21 Guns”
23. „American Eulogy”
24. „Minority”

Pierwszy bis:
1. „American Idiot”
2. „Jesus of Suburbia”
3. „Last Night on Earth”

Drugi bis:
1. „Good Riddance (Time of Your Life)”
2. „Wake Me Up When September Ends”

## Lista koncertów

### Koncerty w 2009

#### Ameryka Północna
- 3 lipca – Seattle, Waszyngton, USA – KeyArena
- 4 lipca – Vancouver, Kanada – General Motors Place
- 6 lipca – Edmonton, Kanada – Rexall Place
- 7 lipca – Saskatoon, Kanada – Credit Union Centre
- 9 lipca – Winnipeg, Kanada – MTS Centre
- 10 lipca – Fargo, Dakota Północna, USA – Fargodome
- 11 lipca – Minneapolis, Minnesota, USA – Target Center
- 13 lipca – Chicago, Illinois, USA – United Center
- 14 lipca – Auburn Hills, Michigan, USA – The Palace of Auburn Hills
- 16 lipca – Hamilton, Kanada – Copps Coliseum
- 17 lipca – Ottawa, Kanada – Scotiabank Place
- 18 lipca – Montreal, Kanada – Bell Centre
- 20 lipca – Boston, Massachusetts, USA – TD Garden
- 21 lipca – Filadelfia, Pensylwania, USA – Wachovia Center
- 22 lipca – Pittsburgh, Pensylwania, USA – Mellon Arena
- 24 lipca – Hartford, Connecticut, USA – XL Center
- 25 lipca – Albany, Nowy Jork, USA – Times Union Center
- 27 i 28 lipca – Nowy Jork, Nowy Jork, USA – Madison Square Garden
- 29 lipca – Waszyngton, USA – Verizon Center
- 31 lipca – Nashville, Tennessee, USA – Sommet Center
- 1 sierpnia – Duluth, Georgia, USA – Arena at Gwinnet Center
- 3 sierpnia – Tampa, Floryda, USA – St. Pete Times Forum
- 4 sierpnia – Miami, Floryda, USA – American Airlines Arena
- 5 sierpnia – Orlando, Floryda, USA – Amway Arena
- 7 sierpnia – Nowy Orlean, Luizjana, USA – New Orleans Arena
- 8 sierpnia – Houston, Teksas, USA – Toyota Center
- 9 sierpnia – San Antonio, Teksas, USA – AT&T Center
- 11 sierpnia – St. Louis, Missouri, USA – Scottrade Center
- 12 sierpnia – Kansas City, Missouri, USA – Sprint Center
- 13 sierpnia – Omaha, Nebraska, USA – Qwest Center
- 15 sierpnia – Denver, Kolorado, USA – Pepsi Center
- 16 sierpnia – Salt Lake City, Utah, USA – EnergySolutions Arena
- 18 sierpnia – San Jose, Kalifornia, USA – HP Pavilion
- 20 sierpnia – San Diego, Kalifornia, USA – Viejas Arena
- 21 sierpnia – Las Vegas, Kalifornia, USA – Mandalay Bay Events Center
- 22 sierpnia – Phoenix, Arizona, USA – US Airways Center
- 24 sierpnia – Sacramento, Kalifornia, USA – ARCO Arena
- 25 sierpnia – Inglewood, Kalifornia, USA – Kia Forum

#### Europa
- 28 września – Lizbona, Portugalia – Pavilhão Atlântico
- 29 września – Madryt, Hiszpania – Palacio de Deportes de la Communidad de Madrid
- 1 października – Barcelona, Hiszpania – Palau Sant Jordi
- 2 października – Tuluza, Francja – Le Zénith
- 4 października – Paryż, Francja – Palais Omnisports de Paris-Bercy
- 5 października – Kolonia, Niemcy – Lanxess Arena
- 7 października – Berlin, Niemcy – O2 World
- 8 października – Hamburg, Niemcy – Color Line Arena
- 9 października – Kopenhaga, Dania – Forum Copenhagen
- 11 października – Sztokholm, Szwecja – Ericsson Globen
- 12 października – Oslo, Norwegia – Oslo Spektrum
- 14 października – Dortmund, Niemcy – Westfalenhalle
- 16 października – Rotterdam, Holandia – Ahoy Rotterdam
- 17 października – Antwerpia, Belgia – Sportpaleis Antwerp
- 19 października – Glasgow, Szkocja – Scottish Exhibition and Conference Centre
- 20 października – Belfast, Irlandia Północna – Odyssey Arena
- 21 października – Dublin, Irlandia – The O2
- 23 i 24 października – Londyn, Anglia – The O2 Arena
- 26 października – Sheffield, Anglia – Sheffield Arena
- 27 i 28 października – Birmingham, Anglia – LG Arena
- 30 i 31 października – Manchester, Anglia – Evening News Arena
- 1 listopada – Londyn, Anglia – Wembley Arena
- 3 listopada – Monachium, Niemcy – Olympiahalle
- 6 listopada – Wiedeń, Austria – Wiener Stadthalle
- 8 listopada – Zurych, Szwajcaria – Hallenstadion
- 10 listopada – Mediolan, Włochy – Mediolanum Forum
- 11 listopada – Bolonia, Włochy – Futurshow Station
- 12 listopada – Turyn, Włochy – PalaOlimpico

#### Oceania
- 4 grudnia – Perth, Australia – Burswood Dome
- 6 grudnia – Adelaide, Australia – Adelaide Entertainment Centre
- 8 i 9 grudnia – Brisbane, Australia – Brisbane Entertainment Centre
- 11 i 12 grudnia – Sydney, Australia – Acer Arena
- 14 i 16 grudnia – Melbourne, Australia – Rod Laver Arena
- 18 i 19 grudnia – Auckland, Nowa Zelandia – Vector Arena

### Koncerty w 2010

#### Azja
- 12 stycznia – Bangkok, Tajlandia – Impact Arena
- 14 stycznia – Singapur, Singapoore Indoor Stadium
- 16 stycznia – Hongkong, Asia World-Expo
- 18 stycznia – Seul, Korea Południowa – Olympic Gymnastics Arena
- 21 stycznia – Osaka, Japonia – Osaka-jō Hall
- 23 i 24 stycznia – Saitama, Japonia – Saitama Super Arena
- 25 stycznia – Nagoja, Japonia – Nippon Gaishi Hall

#### Europa
- 29 maja – Landgraaf, Holandia – Pinkpop Festival
- 30 maja – Hanower, Niemcy – TUI Arena
- 2 czerwca – Skive, Dania – Skive Festival
- 4 czerwca – Oslo, Norwegia – Ullevaal Stadion
- 5 czerwca – Göteborg, Szwecja – Ullevi Stadion
- 8 czerwca – Helsinki, Finlandia – Kyäsari
- 11 czerwca – Monachium, Niemcy – Olympia-Reitstadion
- 12 czerwca – Nickelsdorf, Austria – Nova Rock Festival
- 16 czerwca – Manchester, Anglia – Lancashire County Cricket Ground
- 19 czerwca – Londyn, Anglia – Wembley Stadium
- 21 czerwca – Glasgow, Szkocja – SECC
- 23 czerwca – Dublin, Irlandia – Marlay Park
- 26 czerwca – Paryż, Francja – Parc de Pines
- 29 czerwca – Praga, Czechy – Vystaviste Holesovice
- 1 lipca – Moguncja, Niemcy – Messepark
- 2 lipca – Werchter, Belgia – Rock Werchter Festival

#### Ameryka Północna
- 3 sierpnia – Camden, New Jersey, USA – Susquehanna Bank Center
- 5 sierpnia – Darien, Nowy Jork, USA – Darien Lake Performings Arts Center
- 7 sierpnia – Chicago, Illinois, USA – Lollapalooza Festival
- 9 sierpnia – Alpharetta, Georgia, USA – Verizon Wireless Amphitheatre
- 11 sierpnia – Bristow, Wirginia, USA – Jiffy Lube Live
- 12 sierpnia – Hartford, Connecticut, USA – Comcast Theatre
- 14 sierpnia – Holmdel, New Jersey, USA – PNC Bank Arts Center
- 16 sierpnia – Mansfield, Massachusetts, USA – Comcast Center
- 18 sierpnia – Toronto, Kanada – Molson Canadian Amphitheatre
- 20 sierpnia – Quebec, Kanada -L’Agora du Vieux-Port
- 21 sierpnia – Montreal, Kanada – Quai-Jacques Cartier
- 23 sierpnia – Clarkston, Michigan, USA – DTE Energy Music Theatre
- 26 sierpnia – Dallas, Teksas, USA – SuperPages.com Center
- 28 sierpnia – Greenwood Village, Kalifornia, USA – Comfort Denial Amphitheatre
- 30 sierpnia – Phoenix, Arizona, USA – Cricket Wireless Pavillon
- 31 sierpnia – Irvine, Kalifornia, USA – Verizon Wireless Amphitheatre
- 2 września – Chula Vista, Kalifornia, USA – Cricket Wireless Amphitheatre
- 4 września – Mountain View, Kalifornia, USA – Shoreline Amphitheatre

#### Ameryka Południowa
- 8 października – Caracas, Wenezuela – Estadio de Fútbol de la Universidad Simón Bolívar
- 10 października – Cajicá, Kolumbia – Nem-Catacoa Festival
- 13 października – Porto Alegre, Brazylia – Gigantinho Arena
- 15 października – Rio de Janeiro, Brazylia – HSBC Arena
- 17 października – Brasília, Brazylia – Ginásio Nilson Nelson
- 20 października – São Paulo, Brazylia – Arena Anhembi
- 22 października – Buenos Aires, Argentyna – Pepsi Music Festival
- 24 października – Santiago, Chile – Estadio Bicentenario de La Florida
- 26 października – Lima, Peru – Estadio Universidad San Marcos
- 29 października – San José, Kostaryka – Estadio Ricardo Saprissa Ayma

## Źródła
- https://web.archive.org/web/20170418193103/http://www.greenday.com/?frontpage=true